# Sergio Rodelas
Sergio Rodelas (Alhendín, Granada, 1 de diciembre de 2004) es un futbolista español que juega en la demarcación de extremo izquierdo en el Granada CF de Segunda División de España.

## Trayectoria
Tras formarse como futbolista en las categorías inferiores del Granada CF, finalmente subió al segundo equipo, haciendo su debut el 29 de enero de 2023 contra el Cádiz CF "B". Disputó seis partidos durante la segunda vuelta de la temporada, jugando en Segunda Federación, consiguiendo el ascenso de categoría. Tras el ascenso renovó su contrato con la entidad del Granada CF.
Su debut en Primera Federación se produjo el 2 de septiembre de 2023 contra el Linares Deportivo, encuentro que finalizó con un resultado de empate a cero. Varios meses después, el 17 de marzo anotó su primer gol, siendo contra la UD Melilla. Una semana después repitió contra el Club Atlético de Madrid "B".
El 14 de mayo fue convocado por primera vez para el primer equipo por José Ramón Sandoval. Un día después disputó sus primeros minutos con el Granada CF tras sustituir a Raúl Torrente en el minuto 73 en un partido contra el Rayo Vallecano que finalizó con derrota granadina por 2-1, dando Rodelas la asistencia del único gol del Granada. El 23 de mayo, apenas ocho días tras su debut con el primer equipo, volvió a renovar con el Granada CF.

## Clubes
Actualizado al último partido disputado el 5 de abril de 2025.
| Club                    | País   | Año       | Partidos | Goles |
| ----------------------- | ------ | --------- | -------- | ----- |
| Club Recreativo Granada | España | 2023-2024 | 43       | 4     |
| Granada CF              | España | 2024-     | 17       | 1     |